# Wesendonck-Lieder

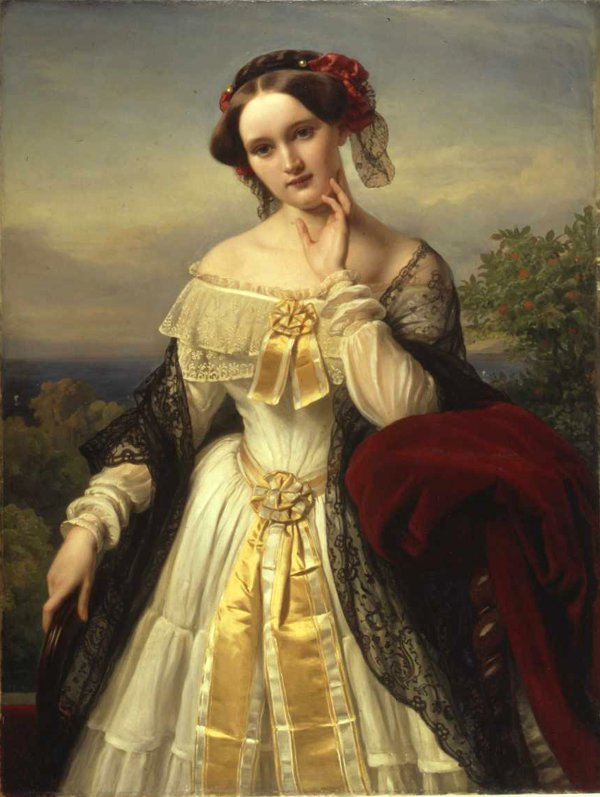
Mathilde Wesendonck

De Wesendonck-Lieder zijn een liederencyclus voor vrouwenstem en piano van Richard Wagner uit 1857, geschreven op vijf gedichten van Mathilde Wesendonck. Wesendonck was de vrouw van Wagners mecenas, de koopman Otto Wesendonck. De componist onderhield met haar een stormachtige liefdesaffaire.
Mathilde Wesendonck schreef haar vijf gedichten gedurende de twaalf jaar dat de componist met zijn vrouw Minna sinds 1849 in Zwitserland in ballingschap leefde. Ze woonden in een klein huis in de buurt van Zürich, de stad waar de Wesendoncks hun residentie hadden. "Aangezien ik in mijn leven nooit het geluk van de liefde heb mogen proeven, wil ik voor de mooiste van mijn dromen een gedenkteken oprichten, waarin deze liefde van begin tot eind volledig tot bloei kan komen" schreef Wagner in 1854 aan Liszt.
Nadat Wagner in september van 1857 het libretto van Tristan und Isolde had voltooid, zette hij de vijf gedichten van Mathilde op muziek. Uit de gedichten blijkt dat Mathilde de tekst van Tristan aandachtig bestudeerd moet hebben. Muzikaal gelden de liederen Im Treibhaus en Träume als voorstudies voor de opera Tristan und Isolde: ze zijn in deze opera respectievelijk in de prelude voor de derde akte en in de rustiger gedeelten van het duet in de tweede akte terug te horen.
Ter gelegenheid van Mathildes 29e verjaardag in 1857 arrangeerde Wagner Träume voor viool en kamerorkest. Dirigent Felix Mottl zou veel later een eigen instrumentatie voor groot orkest van de cyclus vervaardigen. Instrumentaties voor kamerorkest schreven (1972) Vieri Tosatti, (1976) Hans Werner Henze, (2005) Andreas N. Tarkmann, (2007) Ronald Kornfeil en (2010) Rob van der Hilst.

## Vijf gedichten voor een vrouwenstem
- Der Engel
- Stehe still!
- Im Treibhaus
- Schmerzen
- Träume